# バットマン (アニメ)
『バットマン』 (Batman: The Animated Series) は、DCコミックスが刊行するアメコミ『バットマン』を原作とした1990年代にアメリカで製作・放送されたテレビアニメシリーズ。同一の世界観のクロスオーバー作品群として扱う「DCアニメイテッド・ユニバース」でもある。
日本ではテレビ東京で1992年から1993年にかけて一部のエピソードが放送され、後にカートゥーン ネットワークで新たに20数話を吹き替えて放送された。

## 概要
1989年に公開されたティム・バートン監督の映画『バットマン』を受け、ワーナー・ブラザース・アニメーションにより企画・製作された。劇判も映画のものを基調としている。アニメーターには新進のスタッフであるブルース・ティムなどを起用。線の少ないキャラクターデザインをダイナミックに動かすことを重視。かつフィルムノワール、アールデコ、ゴシック風味を背景、舞台設定に取り入れた。作画には日本のアニメスタッフも多く関わっている。
アメリカで1992年より放送が開始され、当時上映されていた映画『バットマン・リターンズ』との相乗効果もあって視聴率も上々となり、シリーズ自体は1999年まで続いた。その後も同製作スタッフによる『バットマン・ザ・フューチャー』（本作の40年後の未来世界の話）、『ジャスティス・リーグ』（スーパーマン、バットマン、ワンダーウーマンなど多くのヒーローが所属するチームの活躍を描く）などが製作された。
当初は『Batman: The Animated Series』のタイトルで、フォックス・ネットワークにて65話を放送。1993年に『The Adventures of Batman and Robin』と改題し、助手のロビンをレギュラーとして固定した20話を制作・放送した。その後、ワーナーの子供向け枠に局を移し、先行して放送されていた『スーパーマン』（Superman: the Animated Series）と枠を合併、『The New Batman/Superman Adventures』として24話を放送した。このシリーズでは、初代ロビンが独立、二代目ロビンの登場など設定を数年後に移し、バットガールをレギュラーとして固定、キャラクターデザインも一新された。スーパーマンとの競演、キャラクターの相互出演も多い。
幾つかのキャラクターがアニメオリジナルとして創造されたが、その人気の高さゆえに後にコミックに取り入れられたキャラクターも数多い。代表例はジョーカーのパートナー、ハーレイ・クインである。
アニメ版のコミックも出版された。初期シリーズにて『The Batman Adventures』のタイトルで36話、『The Batman and Robin Adventures』のタイトルで25話。スーパーマンとの枠合併時に『Batman: Gotham Adventures』のタイトルで60話。『ジャスティス・リーグ』の時期に『Batman Adventures』のタイトルで17話が出版された。アニメ未登場のコミック版敵キャラクターなどをアニメ風デザインで登場させたり、脇役にスポットをあてるなど、特徴あるシリーズである。
日本においては、初放送時には43話で打ち切りとなった。後の2000年に当時の声優陣を揃え、未放送エピソードを吹き替えて放送された。オープニング・ナレーションは山寺宏一が担当。また、上記コミックシリーズは、二度の映画の公開に合わせて小学館プロダクション（現・小学館集英社プロダクション）から『バットマン：マッドラブ』が、ジャイブから『バットマン：ハーレイ＆アイビー』が邦訳・出版された。
「氷の心を持つ男（Heart of Ice）」「ロビンの復讐（Robin's Reckoning）」などでエミー賞を獲得している。

## ストーリー
ここは犯罪都市「ゴッサムシティ」。「おい見たか?」。
警察の飛行船のパイロットが蝙蝠の怪人を目撃し話題となっていた。ゴッサムシティに現れた新たなる怪人「マンバット」は製薬会社から薬品を強奪していた。それに立ち向かうのは我らがゴッサムシティの闇の騎士「バットマン」。バットマンはマンバットの正体をカーク・ラングストロム博士だと突き止め救おうとするが、マンバットに変身したラングストロムに襲われる。マンバットと交戦しなんとか気絶させるバットマン。マンバットをラングストロムの妻、フランシーヌに送り届けたバットマンは治療によりマンバットをラングストロムに戻す。
だがこれはバットマンにとっての戦いの一つに過ぎなかった。

## メインキャラクター
バットマン / ブルース・ウェイン
声 - 玄田哲章/英 - ケヴィン・コンロイ、マイケル・アイアンサイド（80代）
ゴッサム・シティの大富豪にして闇の騎士。映画よりもヒーローとしての性格が強く造形されている。
ロビン→ナイトウイング / ディック・グレイソン
声 - 松本保典、少年時代 - 折笠愛/英 - ローレン・レスター、少年時代 - ジョーイ・シムリン
バットマンの助手。「The New Batman」よりナイトウイングとして登場。
アルフレッド・ペニーワース
声 - 北村弘一/英 - クライヴ・レヴィル→エフレム・ジンバリストJr.
ブルースの忠実な老執事。バットモービルなどの整備もこなす。
バットガール / バーバラ・ゴードン
声 - 林原めぐみ/英 - メリッサ・ギルバート→タラ・ストロング、メアリー・ケイ・バーグマン（『バットマン サブゼロ 凍りついた愛』のみ）
ゴードン市警本部長の娘。「The New Batman」よりレギュラー化した。
ロビン / ティム・ドレイク
声 - 日本語版未登場/英 - マシュー・バレンシア
二代目ロビン。「The New Batman」より登場。
レスリー・トンプキンス
声 - 磯辺万沙子→重松朋/英 - ダイアナ・マルドア
ブルースの懇意にしている精神科医。バットマンの正体を知る人物の一人。
ルシアス・フォックス
声 - 増岡弘→峰恵研/英 - ブロック・ピーターズ→メル・ウィンクラー
ブルースの会社のトップ。やり手のビジネスマンで、全てを一任されている。

### 警察関係、及び民間人
ジェームズ・ゴードン市警本部長
声 - 小林修/英 - ボブ・ヘイスティングス
ゴッサム市警のトップである正義漢。バットマンの協力者。娘には割と甘い。
ハーベイ・ブロック刑事
声 - 辻親八/英 - ロバート・コスタンゾ
ハリーとも。自警団であるバットマンを警察の障害として敵視する刑事。身なりも格好もだらしないが、やり手。根は好人物。
レニー・モントーヤ
声 - 紗ゆり/英 - イングリッド・オリウ→リアーヌ・シャーマー
アニメ用の新規キャラ。ヒスパニック系の女警官。「The New Batman」より刑事に。コミックに採用された一人で、後に2代目のクエスチョンとなっている。
サマー・グリースン
声 - 井上喜久子/英 - マリ・デヴォン
アニメ用に新規に作られたレギュラー。テレビリポーターだが誘拐されたり何度もひどい目にあっている。
ハミルトン・ヒル市長
声 - 嶋俊介→石波義人/英 - ロイド・ボックナー
アニメ用に設定された市長。後にコミックに採用されたが、設定は本作とは少し異なっている。
グレイゴースト / サイモン・トレント
声 - 田中信夫/英 - アダム・ウェスト
幼少のブルースも観ていた昔の人気TVヒーロー。トレントはこれを演じて当時人気になったが、現在は役者として失敗してしまっていた。
原作ではバットマンは「怪傑ゾロ」の影響を受けていた（両親が殺された日に見た映画がこれである）が、そのエピソードを膨らませる形で登場した。
原語版のアダム・ウェストは実写TV版でバットマンを演じた。

## ゲストヒーロー
ザターナ
声 - 日本語版未登場/英 - ジュリー・ブラウン
女奇術師。ブルースに奇術や脱出術を教えたザターラの娘。ブルースとは淡い恋愛関係にもあった。本当の魔法も使える。
コミックにおける登場は60年代と古く、「ホークマン」にゲストとして登場。後に自らのコミックも出版された。ジャスティス・リーグの一員でもある。
ザターラ
声 - 日本語版未登場/英 - ヴィンセント・スキャヴェリ
ブルースの師匠の大魔術師。
DCコミックス最初期のヒーローであり、アクション・コミックス#1でスーパーマン等と共に初登場した。
ジョーナ・ヘクス
声 - 小林清志/英 - ウィリアム・マッキニー
開拓時代のアメリカ西部で活躍した賞金稼ぎ。右半分が酷く傷ついた顔と、擦り切れた南軍の制服がトレードマークのガンマン。
本作では過去にレイシュ・アル・グールと争ったという設定で、レイシュが語るその時の回想に登場する。
本来はDCコミックスが70年代に発表した同名作品の主人公。本作ではコミックよりもだいぶ年老いた姿で登場する。
エトリガン / ジェイソン・ブラッド
声 - 日本語版未登場/英 - ビリー・ゼイン
悪魔をその身に宿したため、不老不死となった元修道僧にして冒険家。呪文を唱えることで、悪魔へと姿を変える。
同じ不老不死のレイシュ・アル・グールとも面識がある。ジャスティス・リーグの一員でもある。
本作のコミック版に登場したのがきっかけで、アニメにも登場することになった。
スーパーガール / カーラ・ケント
声 - 日本語版未登場/英 - ニコール・トム
『スーパーマン』からゲスト出演。バットガールと意気投合し、共にハーレイとアイビー、ライブワイヤーと戦う。
クリーパー / ジャック・ライダー
声 - 日本語版未登場/英 - ジェフ・ベネット
ニュースリポーターの脇役として何度か登場した後、ジョーカーの毒薬により変身。
けたたましい笑い声と狂ったような行動、赤い毛皮をマントのようにまとっているのが特徴。
とかくやかましい変り種のヒーローで、コミックでも様々なヒーロー達と客演している。

## ヴィラン

### 『Batman: The Animated Series』から登場

#### 原作登場
マンバット / カーク・ラングストロム
声 - 金尾哲夫/英 - マーク・シンガー
遺伝子学の博士が動物血清の研究中、自分にそれを射ちコウモリの怪物に変化してしまった姿。
後に妻のフランシーヌ（声 - 篠原恵美/英 - メレディス・マックレイ）も同様の怪物になってしまう。
ジョーカー / ジャック・ネーピア
声 - 青野武/英 - マーク・ハミル
バットマン最大の宿敵。ピエロのような姿の凶悪犯罪者。本シリーズでも様々な悪事でバットマンを苦しめる。
デザイン変更後は黒目と白目の入れ替わった無機質なデザインになった。
本名は映画版から受け継いだ設定。
スケアクロウ / ジョナサン・クレイン
声 - 納谷六朗/英 - ヘンリー・ポリック二世→ジェフリー・コムズ
元ゴッサム州立大学の精神科教授。行き過ぎた実験から大学を追われ、恐怖症ガスを武器に悪事に走った。
細いカカシのコスチュームを着ている。デザイン変更後はホラー映画のような恐ろしい雰囲気になった。
ポイズン・アイビー / パメラ・アイズリー
声 - 佐々木優子/英 - ダイアン・パーシング
植物を偏愛し、動物を憎む。自らの体液は毒となっており、唇から出るフェロモンでキスした男を操ることができる。
本シリーズではハーレイとコンビを組むことが多い。
ルパート・ソーン
声 - 亀井三郎→宝亀克寿/英 - ジョン・ヴァーノン
暗黒街のボスとして登場する脇役。トゥーフェイスの誕生に関わったり、ベインを呼び寄せたりしている。
兄のマシュー（声 - 石波義人/英 - ジョセフ・キャンパネラ）は闇医者で、共に誘拐事件を企てた。
トゥーフェイス / ハービー・デント
声 - 大塚明夫/英 - リチャード・モール
元はブルースの友人で有能な地方検事。
内に秘めた暴力性から多重人格に悩んでいたが、事故により顔の左半分が崩れたことで全ての決定をコインに委ねるギャングとなった。
ペンギン / オズワルド・コブルポット
声 - 富田耕生/英 - ポール・ウィリアムズ
『バットマン リターンズ』を模した奇形デザインながら、行動は過去の実写TV版などのようにユーモラスな憎めない悪党である。
デザイン変更で、原作のようなタキシードの紳士に戻された。
キャットウーマン / セリーナ・カイル
声 - 高島雅羅/英 - エイドリアン・バーボー
猫のコスチュームに身を包んだ女怪盗。アイシス（声 - フランク・ウェルカー）という黒猫を飼っている。
金髪、灰色のコスチュームだったが、変更後は現行のコミック設定に合わせて、黒のショートカットと黒いコスチュームに変更。
ミスター・フリーズ / ヴィクター・フリーズ
声 - 池田勝/英 - マイケル・アンサラ
元は科学者で、重病の妻を冷凍保存しようとした際に事故にあい、超低温でしか生きられなくなった。
かなり初期から原作にも登場し、TV実写版にも登場していた古いキャラクターだが、こうした出自はこのアニメシリーズで初めて定められた。
デザイン変更後は頭部以外の身体が壊死したサイボーグと化した。
クレイフェイス / マット・ヘーゲン
声 - 江原正士/英 - ロン・パールマン
原作には何人もの同名キャラクターがいるが、その設定をブレンドする形で登場。名称は2代目、出自は初代の落ちぶれた俳優設定である。
傷ついた顔の整形のため、悪人と組んで入手した試験薬で泥の身体を手に入れた。身体のパーツを分離させて意思を持たせる能力も持つ。
クロックキング / テンプル・ヒュゲット
声 - 西川幾雄/英 - アラン・レイキンズ
正体は地裁の法律事務員。市長に恨みを抱き、復讐のため、時計のモチーフを利用した様々な犯罪を犯す。
本来はバットマンと同じDCコミックス社が版権を持つヒーローであるグリーンアローの敵。過去の実写TVシリーズにも登場していた。
キラー・クロック / ウェイロン・ジョーンズ
声 - 銀河万丈/英 - アロン・キンケイド→ブルックス・ガードナー
皮膚が硬化してワニのような姿になったプロレスラー。
灰色の皮膚だったが、デザイン変更後は原作同様の緑色の皮膚。
マッドハッター / ジャービス・テッチ
声 - 富山敬→牛山茂/英 - ロディ・マクドウォール
人を操るマイクロチップを開発した元電気工学博士。『不思議の国のアリス』に執着しており、秘書のアリス（声 - 岡本麻弥/英 - キミー・ロバートソン）と同一視して騒ぎを起こす。バットマンに企みが阻止され逮捕された後は、彼や社会に逆恨みして犯罪を繰り返すようになる。
過去の実写TV版にも登場している。デザイン変更でまるでゴブリンのような姿になった。
ドクター・マイロ
声 -小室正幸 /英 - ロバート・コスタンゾ
暗黒街の医者。スポーツマンのアンソニー・ロムレス（声 - 大塚芳忠/英 - ハリー・ハムリン）を狼男（声 - フランク・ウェルカー）にしてしまった。
コミックでも非常にマイナーなキャラクター。
ヒューゴ・ストレンジ
声 - 麦人/英 - レイ・バクテニカ
人の心を見る装置を開発した科学者。歴史の古い敵の一人で、コミックではバットマンの正体を突き止めたこともある。
リドラー / エドワード・ニグマ
声 - 安原義人/英 - ジョン・グローヴァー
元は推理ゲームのプログラマーだったが、自分を不当解雇した元上司を憎んで犯罪に走った。なぞなぞにこだわる犯罪を犯す。
デザイン変更でスーツから『バットマン フォーエヴァー』のようなタイツ姿になった。
レイシュ・アル・グル
声 - 田中正彦/英 - デビッド・ワーナー
地球汚染の元凶は人間だとし、各地でテロ行為を繰り返す一団のボス。
ラザラス・ピットという泉に身を浸すことで数百年を生き延びてきた不死身の男。バットマンの力を認め、後継者にしようと目論む。
タリア
声 - 沢海陽子/英 - ヘレン・スレイター
レイシュの娘。ブルースと一時恋仲になってしまう。
ウブー
声 - 河相智哉/英 - マヌー・トゥポウ
レイシュの忠実な僕。彼のボディーガードも務めている。
アンソニー "トニー" ズーコ
声 - 谷口節/英 - トーマス・F・ウィルソン
ディックの両親を事故に見せかけて殺害したギャング。
伯父のアーノルド "アーニー" ストロムウェル（声 - 仁内建之/英 - ユージン・ロシュ）はゴッサムの旧勢力ギャングのボス。
めまい伯爵
声 - 松本大/英 - マイケル・ヨーク
元は欧州の皇族だった犯罪者。左目の眼帯から発生させる超音波で人にめまいを起こさせる。
本来はDCコミックスの敵キャラクター。正式な名前はバーティゴ伯爵。
マキシー・ゼウス / マクシミリアン・ゼウス
声 - 日本語版未登場/英 - スティーブ・ジュースキント
貿易会社の社長だが、仕事の不調から狂ってしまった。自分をゼウスの生まれ変わりと自称する男。コミックでは歴史教師だった。
ベンドリロクエスト（腹話術師） / アーノルド・ウェスカー
声 - 小形満/英 - ジョージ・ズンザ
常にギャングのような人形スカーフェイスを持つ。本来は気弱な男だが、多重人格者で、その凶暴な人格スカーフェイスの横暴さに参っている。

#### アニメオリジナル
下水道王
声 - 内海賢二/英 - マイケル・パタキ
孤児達を誘拐して、下水道に自分の王国を作ろうとする男。
レッドクロウ
声 - 達依久子/英 - ケイト・マルグルー
女性テロリスト。赤いレオタードの武術の達人。
ロイド・ベントリス
声 - 牛山茂/英 - マイケル・グロス
着た者や触れた物の姿を消す、特殊なスーツを使う窃盗犯。別れた妻の手から娘を奪おうとする。
ノストロモス / カール・ファウラー
声 - 千葉耕市/英 - マイケル・デ・バレス
特殊効果マンのルーカス（声 - 大滝進矢/英 - アロン・キンケイド）と手を組んで霊能者を名乗る詐欺師。
ローランド・ダゲット
声 - 筈見純/英 - エドワード・アズナー
表向きは開発会社の社長でゴッサムの繁栄に携わる好人物を装っているが、実際は裏で数々の悪事を指示しているマフィアのボス。
クレイフェイスの誕生に関わるなど、バットマンと対立することも多いが、ほとんどの場合は逃げられてしまう。
ハーレイ・クイン / ハーリーン・クインゼル
声 - 伊藤美紀/英 - アーリーン・ソーキン
元はアーカム精神病院の女性精神科医。ジョーカーに心酔して脱獄を手引きし、そのまま彼の部下として暴れまわる。明るい性格でジョーカーを「プリンちゃん」と呼び懐いているが、ジョーカーの方は態度が明確でなく、時に邪険にされたり、時に本気で殺されかけたこともある。
本作ではジョーカー抜きでの単身行動、またアイビーとのコンビで活躍(？)するエピソードも多い。
本作のオリジナルキャラクターながら、その人気の高さからコミックに正式採用された。
ジョサイア・ウォームウッド
声 - 堀勝之祐/英 - バッド・コート
通称「聞き出し屋」。他人を罠にはめて、目的の物を奪う犯罪者。バットマンのマスクとマントを奪おうと画策する。
ニンジャ / キョーゴク・ケン→ケン兄弟
声 - 佐古雅誉→立木文彦/英 - ロバート・イトウ
ブルースと共に格闘技の修行をしていた男。バットマンと戦うことで、そのスタイルから正体に気付いた。最後は敗北を認め、自ら命を絶った。日本語版ではテレビ東京放送時とカートゥーンネットワークでの追加分のエピソードとで名前が変わっている。
日本の忍者の設定だが、顔は中国系。なお原語版の名はそのまま「巨大拳」の意味であり、師匠のヨル先生（声 - 納谷悟朗→塚田正昭/英 - 冀朝理→三沢郷）とも相まって日本人には首をかしげる名前となっている（テレビ東京放送時のエピソードでは師匠の名は「ゴウ先生」に変更されていた）。
H.A.R.D.A.C
声 - 石塚運昇→大川透/英 - ジェフ・ベネット
正式名称はHolographic Analytical Reciprocating Digital Computer。
人間の複製ロボットを作ることができる人工知能。人間と複製ロボットの入れ替えを企む。
エミール・ドリアン
声 - 大木民夫/英 - ジョゼフ・メイハー
猫を異常に愛する科学者。猫の遺伝子から獣人タイガラス（声 - 真地勇志/英 - ジム・カミングス）を生みだした。ガース（声 - 飯塚昭三/英 - ジム・カミングス）というゴリラのような使用人を従えている。

### 『The Adventures of Batman and Robin』から登場
すべて日本語版には未登場。

#### 原作登場
テリブルトリオ
ウォレン・ローフォード
声 - ビル・ムミー
アーマンド・ライデッカー
声 - デヴィッド・ジョリフ
ガンサー・ハードウィック
声 - ピーター・スコラリ
それぞれキツネとハゲワシ、サメのマスクを被った三人組の強盗団。正体は暇を持て余し、スリルを求めた富豪たちだった。
ローフォードがキツネ、ライデッカーがハゲワシ、ハードウィックがサメのマスクを被っている。50年代にコミックで登場したマイナーキャラ。
ベイン
声 - ヘンリー・シルヴァ→ヘクター・エリゾンド
屈強な肉体を持つ暗殺者。体内に繋がる管に増強剤を投入することで凄まじい力を発揮する。
プロレスラーのようなマスクを被っている。デザイン変更により、マスクはよりビザールファッション的なものになった。

#### アニメオリジナル
ベイビー・ドール / マリー・ダール
声 - アリソン・ラプラカ→ラレイン・ニューマン
正体はかつての人気子役。発育障害で6歳のままの外見をしている。世間を恨んで当時の共演者達を誘拐し、自ら当時の番組を再現しようとする。
人形の中に銃を仕込むなどおもちゃ型の武器を扱う。
ロックアップ / ライル・ボルトン
声 - ブルース・ウエイツ
元はアーカム精神病院の暴力看守。問題行動で解雇されたためにコスチュームをまとい、復讐を計画する。
後にコミックに逆輸入された。

### 『The New Batman Adventures』から登場
すべて日本語版には未登場。

#### 原作登場
ファイアフライ / ガーフィールド・ライナス
声 - マーク・ロルストン
元映画技術技士。人気ロックシンガーのキャシディと付き合っていたが、彼女は人気が出た途端、増長してプロデューサーの男に乗り換え、手酷く振られる。それを恨んだライナスは、ライブの仕掛けである花火を暴走させて逃走。キャシディに復讐するべく特殊な飛行スーツを自作して放火魔となった。空を自由に飛び回って放火する。最終的に復讐は失敗したが、この件でキャシディは火に強いトラウマを持った為、復讐は成し遂げられたと言えなくも無い。
なお、ファイアフライとは蛍のこと。
トーマス・ブレイク
声 - スコット・クレヴァードン
猫を崇拝するカルト教団の教祖。信者は猫のようなコスチュームを着て、鋭い鉤爪で武装している。
本来はキャットマンという元ヴィランのヒーローになる人物。信者のコスチュームや鉤爪も、コミックでキャットマンが使っている物である。
クラリオン・ザ・ウィッチボーイ
声 - スティーブン・ウルフ・スミス
エトリガンの敵役。エトリガンを自在に操ろうと企む。猫女ティークルが相棒の黒魔術師。

#### アニメオリジナル
ロキシー・ロケット / ロクサーヌ・サットン
声 - チャリティー・ジェームズ
元は女性スタントマンであったが、スリルのために犯罪を犯すようになった。ロケットにまたがり空を飛び回る（劇中イメージはバイク乗りのロケット版に近い）。
アニメ新規キャラクターだが、ハーレイ・クイン同様、コミックにも登場。
カレンダーガール / ペイジ・モンロー
声 - セーラ・ウォード
元はトップモデルだったが、整形手術の失敗が原因で犯罪者となった。醜くなった顔をマスクで隠し、四季をイメージした色調の服に着替えて犯罪を犯す。
本当は顔は以前のままで、醜く見えているのは自分だけである。
アニメオリジナルだが、元ネタはコミック版の敵の一人であるカレンダーマン。様々なモチーフに合わせ衣装を変えるというキャラクター。
ファーマー・ブラウン
声 - ピーター・ブレック
農学遺伝子学者。遺伝子操作で巨大化させた動物を暴れさせる。
ライブワイヤー / レスリー・ウィリス
声 - ロリ・ペティ
元は毒舌ジョッキーだった。スーパーマンに雷から助けられたのだが、その際に彼の能力をいくらか受け継いで、電気人間になった。
『スーパーマン』からゲスト出演。ハーレイやアイビーと共に登場して騒ぎを起こした。後に『スーパーマン』のコミックにも登場。
ジャッジ
声 - マラチ・スローン
ゴッサムに現れた謎の処刑人。名のある悪党を次々に襲っていく。

## スタッフ

### 制作スタッフ
- 原作 - DCコミックス
- プロデューサー - アラン・バーネット、ポール・ディニ、エリック・ラドムスキ、ブルース・ティム
- 脚本監修 - ブルース・ティム、ポール・ディニ、マイケル・リーヴス、ショーン・キャサリーン・デレク、他
- キャラクターデザイン - ブルース・ティム（全話）、グレン・ムラカミ、マイケル・ディーデリッヒ、ロニー・デル・カルメン、ダン・リバ、デクスター・スミス、クレイグ・ケルマン、他
- ビークルデザイン - シェイン・ポインデクスター
- プロップデザイン - トリッシュ・ブルジオ、ジョナサン・フィッシャー
- 背景スーパーバイザー - テッド・ブラックマン
- レイアウト監修 - グレッグ・デビッドソン
- キャラクターレイアウト - クレイグ・アームストロング、チャーリー・ビーン、ムーン・チョイ、クリストファー・デント、デビッド・ムッチ・フォーセット、ユンデ・キム、ジャンウ・リー、ゲイル・モーガン、エドゥアルド・オリヴァレス、スウィントン・O・スコット三世、デクスター・スミス、ジェフ・スノウ、ギルバート・ウェームス
- 作画チェック監修 - マリーナ・カッパス
- 色彩監修 - バニー・マンズ
- 編集監修 - ジョー・ガル、アル・ブレイテンバッハ
- 音響監督 - アンドレア・ロマーノ
- テーマ楽曲作曲 - ダニー・エルフマン（前期）、シャーリー・ウォーカー（後期）
- プロダクションマネージャー - アンナ・ルイティング、ヘイブン・アレクサンダー
- エグゼクティブプロデューサー - ジェーン・マッカーディ、トム・ルーガー
- 制作 - ワーナー・ブラザース・アニメーション
- 制作協力 - スペクトル・アニメーション、東京ムービー新社、サンライズ、スタジオジュニオ、 AKOM、 東洋動画、 Blue Pencil、 JADEアニメーション
- 制作協力（シーズン3） - キョクイチ東京ムービー、 ココ・エンタープライズ/東洋動画
- 製作著作 - ワーナー・ブラザース

### 日本語版製作スタッフ
テレビ東京放送分
- 企画 - 中屋敷善哉
- プロデューサー - 清水陸夫
- ディレクター - 高橋剛
- 翻訳 - 佐藤一公
- ミキサー - 熊倉亨
- プロデューサー補 - 勝田勝
- 制作 - ASATSU、東北新社
- 配給 - 東北新社

CN放送分
- プロデューサー - 伊藤文子
- ディレクター - 川合茂美
- 翻訳 - 深澤麻裕子、村治佳子、尾形由美
- ミキサー - 宮本浩
- 制作 - カートゥーン ネットワーク、東北新社

## 放映リスト

### 各話リスト
国内放映順の他に、製作ナンバーやアメリカでの放映順が存在するが順序は異なる。国内放送順において第43話までがテレビ東京放送版、第44話から第69話までがカートゥーン ネットワークにおける追加放送分。
一部話数はVHSおよびDVDでソフト販売（吹き替え付き）されているほか、OVA作品に特典映像として収録（字幕のみ）されているものもある。
|  | Batman: The Animated Series |  | The Adventures of Batman and Robin |

| #  | 製作順 | #  | サブタイトル                                  | 原題                                     | 脚本 | 演出                   | 制作スタジオ | 備考                                                                | 放送日         |
| -- | ------ | -- | --------------------------------------------- | ---------------------------------------- | --- | ---------------------- | ------------ | ------------------------------------------------------------------- | -------------- |
| 1  | 24     | 19 | 幻の恐怖                                      | Fear of Victory                          | サミュエル・ウォーレン・ジョセフィン                                                                       | ディック・セバスチャン | 東京ムービー |                                                                     | 1992年 12月2日 |
| 2  | 4      | 15 | 〜ジョーカー登場〜 笑いに襲われた街           | The Last Laugh                           | カール・スウェンソン                                                                                       | ケヴィン・アルティエリ | AKOM         | DVD版に収録。 『バットマン ダークナイト リターンズ Part 2』に収録。 | 12月9日        |
| 3  | 1      | 2  | 夜空に舞う翼 〜怪人マンバット〜               | On Leather Wings                         | ミッチ・ブライアン                                                                                         | ケヴィン・アルティエリ | スペクトル   | DVD版に収録。                                                       | 12月16日       |
| 4  | 5      | 9  | 〜ポイズン・アイビー〜 復讐の赤いバラ         | Pretty Poison                            | トム・ルーガー マイケル・リーヴス（原案） ポール・ディニ（原案）                                           | ボイド・カークランド   | サンライズ   | DVD版に収録。                                                       | 12月23日       |
| 5  | 13     | 1  | 華麗なる怪盗キャットウーマン（前編）          | The Cat and the Claw: Part I             | ジュール・デニス リチャード・ミューラー ショーン・キャサリン・デレク（原案） ローレン・ブライト（原案）    | ケヴィン・アルティエリ | サンライズ   | VHS版に収録                                                         | 1993年 1月6日  |
| 6  | 16     | 8  | 華麗なる怪盗キャットウーマン（後編）          | The Cat and the Claw: Part II            | ジュール・デニス リチャード・ミューラー ショーン・キャサリン・デレク（原案） ローレン・ブライト（原案）    | ディック・セバスチャン | AKOM         | VHS版に収録                                                         | 1月13日        |
| 7  | 22     | 7  | ジョーカーの陰謀                              | Joker's Favor                            | ポール・ディニ                                                                                             | ボイド・カークランド   | 東洋動画     |                                                                     | 1月20日        |
| 8  | 14     | 3  | 氷の心を持つ男〜 怪人ミスター・フリーズ〜     | Heart of Ice                             | ポール・ディニ                                                                                             | ブルース・W・ティム    | スペクトル   | 『バットマン ゴッサムナイト』に収録。                               | 1月27日        |
| 9  | 12     | 20 | 犯罪紳士ペンギン                              | I've Got Batman In My Basement           | サム・グレアム クリス・ハベル                                                                              | フランク・ポール       | 東洋動画     | DVD版に収録                                                         | 2月3日         |
| 10 | 3      | 10 | 怪盗スケアクロウ 〜恐怖を呼ぶ毒ガス〜         | Nothing to Fear                          | ショーン・キャサリン・デレク ヘンリー・T・ギルロイ                                                         | ボイド・カークランド   | 東洋動画     | DVD版に収録                                                         | 2月10日        |
| 11 | 29     | 16 | 〜ポイズン・アイビーのわな〜 永遠に若く       | Eternal Youth                            | ベス・ボースタイン                                                                                         | ケヴィン・アルティエリ | サンライズ   |                                                                     | 2月17日        |
| 12 | 19     | 22 | ノストロモスの大予言                          | Prophecy of Doom                         | デニス・マークス ショーン・キャサリン・デレク（原案）                                                      | フランク・ポール       | AKOM         |                                                                     | 2月24日        |
| 13 | 25     | 14 | 〜クロックキング〜 時計仕掛けの犯罪           | The Clock King                           | デヴィッド・ワイズ                                                                                         | ケヴィン・アルティエリ | サンライズ   |                                                                     | 3月3日         |
| 14 | 11     | 6  | 暗黒街の兄弟                                  | It's Never Too Late                      | ガーリン・ウルフ トム・ルーガー（原案）                                                                    | ボイド・カークランド   | スペクトル   | DVD版に収録                                                         | 3月10日        |
| 15 | 20     | 4  | 〜クレイフェイス〜 変幻自在モンスター（前編） | Feat of Clay:Part I                      | マーヴ・ウルフマン マイケル・リーヴス（原案）                                                              | ディック・セバスチャン | AKOM         |                                                                     | 3月17日        |
| 16 | 21     | 5  | 〜クレイフェイス〜 変幻自在モンスター（後編） | Feat of Clay:Part II                     | マーヴ・ウルフマン マイケル・リーヴス（原案）                                                              | ケヴィン・アルティエリ | 東京ムービー |                                                                     | 3月24日        |
| 17 | 8      | 23 | 失われた記憶                                  | The Forgotten                            | デニス・マークス リチャード・ミューラー ショーン・キャサリン・デレク                                       | ボイド・カークランド   | 東洋動画     |                                                                     | 3月31日        |
| 18 | 9      | 11 | ジョーカーと遊ぼう！                          | Be a Clown                               | テッド・ペダーセン スティーヴ・ヘイズ                                                                      | フランク・ポール       | AKOM         |                                                                     | 4月7日         |
| 19 | 23     | 21 | 水の中の帝王                                  | Vendetta                                 | マイケル・リーヴス                                                                                         | フランク・ポール       | スペクトル   |                                                                     | 4月14日        |
| 20 | 27     | 24 | 不思議の国のバットマン                        | Mad as a Hatter                          | ポール・ディニ                                                                                             | フランク・ポール       | AKOM         |                                                                     | 4月21日        |
| 21 | 18     | 32 | 伝説のヒーロー グレイゴースト                 | Beware The Gray Ghost                    | トム・ルーガー マーヴ・ウルフマン デニス・オフラハティ（原案）                                             | ボイド・カークランド   | スペクトル   |                                                                     | 4月28日        |
| 22 | 40     | 42 | ジョーカーのカジノ大騒動                      | Joker's Wild                             | ポール・ディニ                                                                                             | ボイド・カークランド   | AKOM         |                                                                     | 5月5日         |
| 23 | 39     | 41 | 〜リドラー登場〜 決死のラビリンス             | If You're So Smart, Why Aren't You Rich? | デヴィッド・ワイズ                                                                                         | エリック・ラドムスキー | Blue Pencil  |                                                                     | 5月12日        |
| 24 | 41     | 30 | キャットウーマンの花婿                        | Tyger, Tyger                             | シェリー・ウィルカーソン マイケル・リーヴス（原案） ランディ・ロジャー（原案）                             | フランク・ポール       | 東洋動画     |                                                                     | 5月19日        |
| 25 | 46     | 35 | 最強怪人オールスターズ登場！                  | Almost Got'im                            | ポール・ディニ                                                                                             | エリック・ラドムスキー | 東洋動画     |                                                                     | 5月26日        |
| 26 | 38     | 39 | 〜鋼鉄の頭脳〜 ロボットクローン計画（前編）   | Heart Of Steel:Part I                    | ブリン・スティーヴンス                                                                                     | ケヴィン・アルティエリ | サンライズ   |                                                                     | 6月2日         |
| 27 | 44     | 40 | 〜鋼鉄の頭脳〜 ロボットクローン計画（後編）   | Heart Of Steel:Part II                   | ブリン・スティーヴンス                                                                                     | ケヴィン・アルティエリ | サンライズ   |                                                                     | 6月9日         |
| 28 | 34     | 28 | 激突！忍者対バットマン                        | Night of the Ninja                       | スティーヴ・ペリー                                                                                         | ケヴィン・アルティエリ | 東洋動画     |                                                                     | 6月16日        |
| 29 | 42     | 36 | 満月に吠えろ！狼男の夜                        | Moon of the Wolf                         | レン・ウェイン                                                                                             | ディック・セバスチャン | AKOM         |                                                                     | 6月23日        |
| 30 | 36     | 29 | バットマンの秘密売ります                      | The Strange Secret of Bruce Wayne        | ジュディット・リーヴズ＝スティーヴンス ガーフィールド・リーヴズ＝スティーヴンス デヴィッド・ワイズ（原案） | フランク・ポール       | AKOM         |                                                                     | 6月30日        |
| 31 | 2      | 38 | メリークリスマス ジョーカー！                 | Christmas With the Joker                 | エディ・ゴロデツキー                                                                                       | ボイド・カークランド   | AKOM         | VHS・DVD版に収録。 『バットマン キリングジョーク』に収録。          | 7月7日         |
| 32 | 26     | 12 | 破滅へのカウントダウン                        | Appointment in Crime Alley               | ジェリー・コンウェイ                                                                                       | ボイド・カークランド   | 東洋動画     |                                                                     | 7月14日        |
| 33 | 30     | 26 | ブルース対バットマン                          | Perchance To Dream                       | ジョー・R・ランズデール ローレン・ブライト（原案） マイケル・リーヴス（原案）                              | ボイド・カークランド   | 東洋動画     |                                                                     | 7月21日        |
| 34 | 31     | 25 | バットマンのマスクを奪え！                    | The Cape and Cowl Conspiracy             | エリオット・S・マギン                                                                                      | フランク・ポール       | 東洋動画     |                                                                     | 7月28日        |
| 35 | 15     | 56 | 〜透明人間〜 姿なき誘拐魔                     | See No Evil                              | マーティン・パスコ                                                                                         | ダン・リバ             | 東洋動画     |                                                                     | 8月4日         |
| 36 | 10     | 17 | 〜トゥーフェイス誕生〜 ハービーデントの悲劇   | Two-Face:Part I                          | ランディ・ロジャー アラン・バーネット（原案）                                                              | ケヴィン・アルティエリ | 東京ムービー | DVD版に収録。 『バットマン ダークナイト リターンズ Part 1』に収録。 | 8月11日        |
| 37 | 17     | 18 | 〜トゥーフェイス誕生〜 二つの顔を持つ男       | Two-Face:Part II                         | ランディ・ロジャー                                                                                         | ケヴィン・アルティエリ | 東洋動画     | DVD版に収録。 『バットマン ダークナイト リターンズ Part 1』に収録。 | 8月18日        |
| 38 | 47     | 52 | 恋するペンギン                                | Birds of a Feather                       | チャック・メンヴィル                                                                                       | フランク・ポール       | 東洋動画     |                                                                     | 8月25日        |
| 39 | 33     | 46 | 新種誕生ジョーカーフィッシュ                  | The Laughing Fish                        | ポール・ディニ                                                                                             | ブルース・W・ティム    | 東洋動画     |                                                                     | 9月1日         |
| 40 | 6      | 27 | 地下帝国の秘密                                | The Underdwellers                        | トム・ルーガー ジュール・デニス（原案） リチャード・ミューラー（原案）                                     | フランク・ポール       | ジュニオ     |                                                                     | 9月8日         |
| 41 | 28     | 31 | バットマンの悪夢                              | Dreams In Darkness                       | ジュディット・リーヴズ＝スティーヴンス ガーフィールド・リーヴズ＝スティーヴンス                            | ディック・セバスチャン | ジュニオ     |                                                                     | 9月15日        |
| 42 | 32     | 51 | ロビンの復讐（前編）                          | Robin's Reckoning:Part I                 | ランディ・ロジャー                                                                                         | ディック・セバスチャン | スペクトル   |                                                                     | 9月22日        |
| 43 | 37     | 53 | ロビンの復讐（後編）                          | Robin's Reckoning:Part II                | ランディ・ロジャー                                                                                         | ディック・セバスチャン | 東洋動画     |                                                                     | 9月29日        |
| 44 | 43     | 55 | サムライ魂                                    | Day of the Samurai                       | スティーヴ・ペリー                                                                                         | ブルース・W・ティム    | Blue Pencil  |                                                                     | 2000年 8月7日  |
| 45 | 48     | 45 | バーチャル・リアリティー                      | What Is Reality?                         | ロバート・N・スキル マーティー・アイゼンバーグ                                                             | ディック・セバスチャン | AKOM         |                                                                     | 8月8日         |
| 46 | 49     | 34 | 闇の騎士                                      | I Am the Night                           | マイケル・リーヴス                                                                                         | ボイド・カークランド   | サンライズ   | 『バットマン ゴッサムナイト』に収録。                               | 8月9日         |
| 47 | 50     | 44 | 狙われた超音波ドリル                          | Off Balance                              | レン・ウェイン                                                                                             | ケヴィン・アルティエリ | サンライズ   |                                                                     | 8月10日        |
| 48 | 51     | 49 | バットマンを殺した男                          | The Man Who Killed Batman                | ポール・ディニ                                                                                             | ブルース・W・ティム    | サンライズ   | 『バットマン ダークナイト リターンズ Part 2』に収録。               | 8月11日        |
| 49 | 52     | 63 | クレイフェイスの最期                          | Mudslide                                 | アラン・バーネット                                                                                         | エリック・ラドムスキー | ジュニオ     |                                                                     | 8月14日        |
| 50 | 53     | 65 | 闇に消えた外科医                              | Paging The Crime Doctor                  | マイク・W・バー ローレン・ブライト                                                                         | フランク・ポール       | 東洋動画     |                                                                     | 8月15日        |
| 51 | 55     | 48 | 壊れたバットモービル                          | The Mechanic                             | スティーヴ・ペリー ローレン・ブライト                                                                      | ケヴィン・アルティエリ | AKOM         |                                                                     | 8月16日        |
| 52 | 56     | 47 | 獲物に恋する女たち                            | Harley and Ivy                           | ポール・ディニ                                                                                             | ボイド・カークランド   | 東洋動画     | 『バットマン＆ハーレイ・クイン』に収録。                            | 8月17日        |
| 53 | 57     | 61 | バットガール登場（前編）                      | Shadow of the Bat:Part I                 | ポール・ディニ                                                                                             | ボイド・カークランド   | 東洋動画     |                                                                     | 8月18日        |
| 54 | 61     | 62 | バットガール登場（後編）                      | Shadow of the Bat:Part II                | ポール・ディニ                                                                                             | ボイド・カークランド   | 東洋動画     |                                                                     | 8月21日        |
| 55 | 58     | 54 | 見えないペンギン                              | Blind as a Bat                           | レン・ウェイン マイク・アンダーウッド（原案）                                                              | ダン・リバ             | ジュニオ     |                                                                     | 8月22日        |
| 56 | 59     | 57 | 悪魔との対決（前編）                          | The Demon's Quest:Part I                 | デニス・オニール                                                                                           | ケヴィン・アルティエリ | 東京ムービー |                                                                     | 8月23日        |
| 57 | 63     | 58 | 悪魔との対決（後編）                          | The Demon's Quest:Part II                | レン・ウェイン デニス・オニール（原案）                                                                    | ケヴィン・アルティエリ | 東京ムービー |                                                                     | 8月24日        |
| 58 | 60     | 43 | バットマンは二人いた                          | His Silicon Soul                         | ロバート・N・スキル マーティー・アイゼンバーグ                                                             | ボイド・カークランド   | 東洋動画     |                                                                     | 8月25日        |
| 59 | 64     | 59 | 沈黙の唇                                      | Read My Lips                             | ジョー・R・ランズデール アン・バーネット（原案） マイケル・リーヴス（原案）                                | ボイド・カークランド   | 東京ムービー |                                                                     | 8月28日        |
| 60 | 65     | 64 | 呪われた人形                                  | The Worry Men                            | ポール・ディニ                                                                                             | フランク・ポール       | 東洋動画     |                                                                     | 8月29日        |
| 61 | 66     | 67 | 引き裂かれた楽園                              | Sideshow                                 | マイケル・リーヴス                                                                                         | ボイド・カークランド   | 東洋動画     | 『バットマン ゴッサム・バイ・ガスライト』に収録。                   | 8月30日        |
| 62 | 67     | 84 | ブロック危機一髪                              | A Bullet for Bullock                     | マイケル・リーヴス                                                                                         | フランク・ポール       | ジュニオ     |                                                                     | 8月31日        |
| 63 | 68     | 69 | 裁かれるバットマン                            | Trial                                    | ポール・ディニ ブルース・W・ティム                                                                         | ダン・リバ             | 東洋動画     |                                                                     | 9月1日         |
| 64 | 70     | 66 | 地獄のスイート・ホーム                        | House and Garden                         | ポール・ディニ                                                                                             | ボイド・カークランド   | 東洋動画     |                                                                     | 9月4日         |
| 65 | 72     | 70 | ハーレーの恋のゆくえ                          | Harlequinade                             | ポール・ディニ                                                                                             | ケヴィン・アルティエリ | 東洋動画     |                                                                     | 9月5日         |
| 66 | 73     | 75 | 時間を盗んだ男                                | Time Out of Joint                        | アラン・バーネット                                                                                         | ダン・リバ             | 東洋動画     |                                                                     | 9月6日         |
| 67 | 77     | 85 | ロンドン爆破計画                              | The Lion and the Unicorn                 | ダイアン・デュエイン フィリップ・モーウッド スティーヴ・ペリー                                             | ボイド・カークランド   | 東洋動画     |                                                                     | 9月7日         |
| 68 | 78     | 82 | レイシュの告白                                | Showdown                                 | ジョー・R・ランズデール ケヴィン・アルティエリ（原案） ポール・ディニ（原案） ブルース・W・ティム（原案）  | ケヴィン・アルティエリ | 東洋動画     |                                                                     | 9月8日         |
| 69 | 84     | 80 | 氷河期計画をつぶせ！                          | Deep Freeze                              | ポール・ディニ ブルース・W・ティム                                                                         | ケヴィン・アルティエリ | 東洋動画     |                                                                     | 9月11日        |
| ‐  | 7      | 13 | ‐                                             | P.O.V.                                   | ローレン・ブライト ショーン・キャサリン・デレク ミッチ・ブライアン（原案）                                 | ケヴィン・アルティエリ | スペクトル   |                                                                     | -              |
| ‐  | 35     | 33 | ‐                                             | Cat Scratch Fever                        | ショーン・キャサリン・デレク                                                                               | ボイド・カークランド   | AKOM         |                                                                     | -              |
| ‐  | 45     | 37 | ‐                                             | Terror in the Sky                        | マーク・サラシーニ スティーヴ・ペリー                                                                      | ボイド・カークランド   | 東洋動画     |                                                                     | -              |
| ‐  | 54     | 50 | ‐                                             | Zatanna                                  | ディック・セバスチャン ダン・リバ                                                                          | ポール・ディニ         | 東洋動画     |                                                                     | -              |
| ‐  | 62     | 60 | ‐                                             | Fire From Olympus                        | ジュディット・リーヴズ＝スティーヴンス ガーフィールド・リーヴズ＝スティーヴンス                            | ダン・リバ             | 東洋動画     |                                                                     | -              |
| ‐  | 69     | 68 | ‐                                             | Avatar                                   | マイケル・リーヴス                                                                                         | ケヴィン・アルティエリ | ジュニオ     |                                                                     | -              |
| ‐  | 71     | 81 | ‐                                             | The Terrible Trio                        | アラン・バーネット マイケル・リーヴス                                                                      | フランク・ポール       | JADE         |                                                                     | -              |
| ‐  | 74     | 83 | ‐                                             | Catwalk                                  | ポール・ディニ                                                                                             | ボイド・カークランド   | 東洋動画     | 『バットマン：ハッシュ』に収録。                                    | -              |
| ‐  | 75     | 71 | ‐                                             | Bane                                     | ミッチ・ブライアン                                                                                         | ケヴィン・アルティエリ | 東洋動画     |                                                                     | -              |
| ‐  | 76     | 74 | ‐                                             | Baby Doll                                | トム・ルーガー デニス・オフラハティ                                                                        | ボイド・カークランド   | ジュニオ     |                                                                     | -              |
| ‐  | 79     | 73 | ‐                                             | Riddler's Reform                         | アラン・バーネット ポール・ディニ ランディ・ロジャー                                                       | ダン・リバ             | 東洋動画     |                                                                     | -              |
| ‐  | 80     | 72 | ‐                                             | Second Chance                            | ポール・ディニ マイケル・リーヴス                                                                          | ボイド・カークランド   | 東洋動画     |                                                                     | -              |
| ‐  | 81     | 76 | ‐                                             | Harley's Holiday                         | ポール・ディニ                                                                                             | ケヴィン・アルティエリ | 東洋動画     | 『バットマン＆ハーレイ・クイン』に収録。                            | -              |
| ‐  | 82     | 79 | ‐                                             | Lock-Up                                  | ポール・ディニ                                                                                             | ダン・リバ             | 東洋動画     |                                                                     | -              |
| ‐  | 83     | 77 | ‐                                             | Make 'Em Laugh                           | ポール・ディニ ランディ・ロジャー                                                                          | ボイド・カークランド   | 東洋動画     |                                                                     | -              |
| ‐  | 85     | 78 | ‐                                             | Batgirl Returns                          | マイケル・リーヴス ブリン・スティーヴンス                                                                  | ダン・リバ             | 東洋動画     |                                                                     | -              |

### 『The New Batman Adventures』
日本未放送。一部の話数はOVA作品に映像特典として収録されている。
| 話数 | タイトル           | 原題                       | 脚本                                          | 演出               | 備考                                                             |
| ---- | ------------------ | -------------------------- | --------------------------------------------- | ------------------ | ---------------------------------------------------------------- |
| 1    | -                  | Holiday Knights            | ポール・ディニ                                | ダン・リバ         |                                                                  |
| 2    | -                  | Sins of the Father         | リッチ・フォーゲル                            | カート・ゲーダ     |                                                                  |
| 3    | -                  | Cold Comfort               | ヒラリー・J・ベイダー                         | ダン・リバ         |                                                                  |
| 4    | -                  | Double Talk                | ロバート・グッドマン                          | カート・ゲータ     |                                                                  |
| 5    | -                  | You Scratch My Back        | リッチ・フォーゲル                            | カート・ゲーダ     |                                                                  |
| 6    | -                  | Never Fear                 | スタン・バーコウィッツ                        | 八崎健二           |                                                                  |
| 7    | -                  | Joker's Millions           | ポール・ディニ                                | ダン・リバ         |                                                                  |
| 8    | -                  | Growing Pains              | ロバート・グッドマン ポール・ディニ           | 田中敦子           |                                                                  |
| 9    | -                  | Love is a Croc             | スティーヴ・ガーバー                          | ブッチ・ルーキッチ |                                                                  |
| 10   | -                  | Torch Song                 | リッチ・フォーゲル                            | カート・ゲーダ     |                                                                  |
| 11   | -                  | The Ultimate Thrill        | ヒラリー・J・ベイダー                         | ダン・リバ         |                                                                  |
| 12   | 最大の危機         | Over the Edge              | ポール・ディニ                                | 矢野雄一郎         | 『バットマン ゴッサムナイト』に収録。                            |
| 13   | -                  | Mean Seasons               | ヒラリー・J・ベイダー                         | 青山浩行           |                                                                  |
| 14   | -                  | Critters                   | スティーヴ・ガーバー ジョー・R・ランズデール  | ダン・リバ         |                                                                  |
| 15   | -                  | Cult of the Cat            | ポール・ディニ スタン・バーコウィッツ         | ブッチ・ルーキッチ |                                                                  |
| 16   | -                  | Animal Act                 | ヒラリー・J・ベイダー                         | カート・ゲーダ     |                                                                  |
| 17   | -                  | Old Wounds                 | リッチ・フォーゲル                            | カート・ゲーダ     | 『バットマン vs. ロビン』『バットマン キリングジョーク』に収録。 |
| 18   | -                  | The Demon Within           | スタン・バーコウィッツ                        | 田中敦子           |                                                                  |
| 19   | ダークナイトの伝説 | Legends of the Dark Knight | ロバート・グッドマン ブルース・ティム（原案） | ダン・リバ         | 『バットマン ゴッサムナイト』に収録。                            |
| 20   | -                  | Girls' Night Out           | ヒラリー・J・ベイダー                         | カート・ゲーダ     |                                                                  |
| 21   | -                  | Mad Love                   | ポール・ディニ ブルース・ティム               | ブッチ・ルーキッチ |                                                                  |
| 22   | -                  | Chemistry                  | スタン・バーコウィッツ                        | ブッチ・ルーキッチ |                                                                  |
| 23   | -                  | Beware the Creeper         | スティーヴ・ガーバー                          | ダン・リバ         |                                                                  |
| 24   | -                  | Judgment Day               | リッチ・フォーゲル アラン・バーネット         | カート・ゲーダ     |                                                                  |

## 長編
- バットマン/マスク・オブ・ファンタズム（原題 - Batman Mask of the Phantasm: The Animated Movie）

アメリカで1993年12月25日に公開された劇場用アニメ。日本ではVHS、後にDVDで発売（VHS発売時の吹き替え版タイトルは「マスクの怪人」）。企画意図にはバットマン・リターンズのマーケティングの意味もあったという。内容はアニメ版バットマン誕生譚。コミック版の誕生譚「Year One」、「Year Two」を元にしており、また実写映画版設定のジョーカーの前身がマフィアであるという設定も導入されている。
アニメシリーズ唯一の劇場用作品であり、以降の長編は全てセルビデオ用となった。
ファントム
声 - 小山武宏/英 - ステイシー・キーチ
ブルースのかつての恋人、アンドレア・ボーモント（声 - 佐々木優子/英 - ダナ・デラニー）が復讐のために変身した姿。「Year Two」に登場したリーパーを元にしたデザイン。
- 脚本 - アラン・バーネット、ポール・ディニ、マーティン・パスコ、マイケル・リーヴス
- 監督 - ブルース・ティム、エリック・ラドムスキ

- バットマン サブゼロ 凍りついた愛（原題 - Batman & Mr. Freeze: Sub-Zero）

前作の興行収入の低さとビデオ販売実績の良さにより企画されたOVA。1998年販売。ミスター・フリーズを中心としたエピソード。会社は非公表だが日本のアニメーターも複数名参加している。日本では2000年8月20日にカートゥーンネットワークにて放映された。
- レイアウト - 釘宮洋
- 原画 - 岡豊、小柳信行、茶谷与志雄、山崎猛、三浦弘二、重本雅博、高野登、東出太
- キャラクター検査 - 高橋昇
- アニメーション監督 - 鈴木幸雄
- 脚本 - ランディ・ロジャー、ボイド・カークランド
- 監督 - ボイド・カークランド
- 制作協力 -  ココ・エンタープライズ/東洋動画

- Batman: Mystery of the Batwoman

シリーズの終了後に製作された。2003年販売。当時製作されていた『バットマン・ザ・フューチャー』に繋がる作品となっている。
- 脚本 - アラン・バーネット、マイケル・リーヴス
- 監督 - ブルース・ティム、カート・ケーダ
- 制作協力 -  DR MOVIE

## 映像ソフト

### 日本版
日本では一部のエピソードを収録したものがDVDとして発売されている。ちなみに収録時の音声はカートゥーンネットワーク放送時と同じ。
| DVDタイトル                                                   | 収録内容 | 映像特典                                                                       | 発売日         | 規格品番 | 備考 |
| ------------------------------------------------------------- | --- | ------------------------------------------------------------------------------ | -------------- | -------- | ---- |
| TVシリーズ バットマン 伝説の始まり                            | 夜空に舞う翼 ～怪人マンバット～ メリー・クリスマス ジョーカー！ 怪盗スケアクロウ ～恐怖をよぶ毒ガス～ ジョーカー登場！ 笑いに襲われた街 ポイズン・アイビー 復讐の赤いバラ | ブルース・ティムによるエピソード解説 バットマンの描き方                        | 2004年10月15日 | DL-22319 |      |
| TVシリーズ バットマン 闇の中から                              | トゥーフェイス誕生 ～ハービーデントの悲劇～ トゥーフェイス誕生 二つの顔を持つ男 暗黒街の兄弟 犯罪紳士ペンギン                                                             | ブルース・ティムによるエピソード解説 バットケーブ・ツアー アーカム・アサイラム | 2004年10月15日 | DL-24151 |      |
| TVシリーズ バットマン ジョーカー登場! 笑いに襲われた街編      | 1話のみ | なし                                                                           | 2005年2月4日   | WSC-81   |      |
| TVシリーズ バットマン ポイズン・アイビー 復讐の赤いバラ編     | 1話のみ | なし                                                                           | 2005年2月4日   | WSC-83   |      |
| TVシリーズ バットマン 怪盗スケアクロウ ～恐怖をよぶ毒ガス～編 | 1話のみ | なし                                                                           | 2005年2月4日   | WSC-83   |      |
| TVシリーズ バットマン 暗黒街の兄弟編                          | 1話のみ | なし                                                                           | 2005年2月4日   | WSC-84   |      |
| TVシリーズ バットマン 犯罪紳士ペンギン編                      | 1話のみ | なし                                                                           | 2005年2月4日   | WSC-85   |      |

### 海外版
- Batman: The Animated Series, Volume One (DVD)[15]
- Batman: The Animated Series, Volume Two (DVD)[16]
- Batman: The Animated Series, Volume Three (DVD)[17]
- Batman: The Animated Series, Volume Four (DVD)[18]

## ネット配信
アメリカ合衆国ではMaxで劇場版「バットマン マスク・オブ・ファンタズム」も含めて配信されている。日本ではAmazon Prime Videoで「バットマン　<伝説の始まり>」、「バットマン　<闇の中から>」、劇場版「バットマン マスク・オブ・ファンタズム」が日本語字幕版で配信されており、これはFOD、Lemino、カンテレドーガなどでも配信されている。U-NEXTでは劇場版「バットマン マスク・オブ・ファンタズム」のみ日本語字幕版で配信されている。日本で日本語吹き替え版が配信されるケースは今のところない。
アメリカ合衆国のDC Kidsでは、この番組のの一部シーンが「Batman 101」というコーナーで紹介されている。日本でも日本語吹き替え版もしくは日本語字幕版で対応されている。

## 関連書籍
- 小プロワールドコミックス バットマン：マッドラブ（小学館プロダクション / 2000年11月 / ISBN 4-7968-4114-8）
- JIVE AMERICAN COMICSシリーズ バットマン：ハーレイ＆アイビー（ジャイブ / 2005年3月 / ISBN 4-86176-082-8）
- ShoPro Books バットマン：マッドラブ/ハーレイ＆アイビー（小学館集英社プロダクション / 2011年3月 / ISBN 978-4-7968-7086-3）

## 放送局
テレビ東京系列4局同時ネット、1993年4月よりテレビ大阪が同時ネット。ただし、テレビ愛知のみ遅れネット。
| 放送局                   | 放送日付                                                                                        | 放送時間                                          | 備考          |
| ------------------------ | ----------------------------------------------------------------------------------------------- | ------------------------------------------------- | ------------- |
| テレビ東京               | 1992年12月2日 - 1993年9月29日                                                                   | 水曜 18時30分 - 19時00分                          |               |
| テレビ北海道             | 1992年12月2日 - 1993年9月29日                                                                   | 水曜 18時30分 - 19時00分                          |               |
| テレビせとうち           | 1992年12月2日 - 1993年9月29日                                                                   | 水曜 18時30分 - 19時00分                          |               |
| TVQ九州放送              | 1992年12月2日 - 1993年9月29日                                                                   | 水曜 18時30分 - 19時00分                          |               |
| テレビ大阪               | 1992年12月11日 - 1993年4月2日（第1話 - 第17話） 1993年4月7日 - 1993年9月29日（第18話 - 第43話） | 金曜 18時32分 - 19時00分 水曜 18時30分 - 19時00分 | [ 20 ] [ 21 ] |
| テレビ愛知               | 1992年12月10日 - 1993年9月30日                                                                  | 木曜 7時35分 - 8時05分                            | [ 22 ]        |
| カートゥーンネットワーク | 不明（第1話 - 第43話） 2000年8月7日 - 9月11日 (第44話 - 第69話)                                 | 月曜 - 金曜 11時30分 - 12時00分 (2000年9月時点)   | リピートあり  |

※地上波においてはステレオで放送されていたため、カートゥーンネットワークで初めて二か国語対応となった。なお、この番組には次回予告が存在しており、カートゥーンネットワークでは第24話の予告（バットマンとアルフレッドの会話あり）を除きカットされている。